# Scrapter pruinosus
Scrapter pruinosus is een vliesvleugelig insect uit de familie Colletidae. De wetenschappelijke naam van de soort is voor het eerst geldig gepubliceerd in 2006 door Davies.